# Sommar
För andra betydelser, se Sommar (olika betydelser).

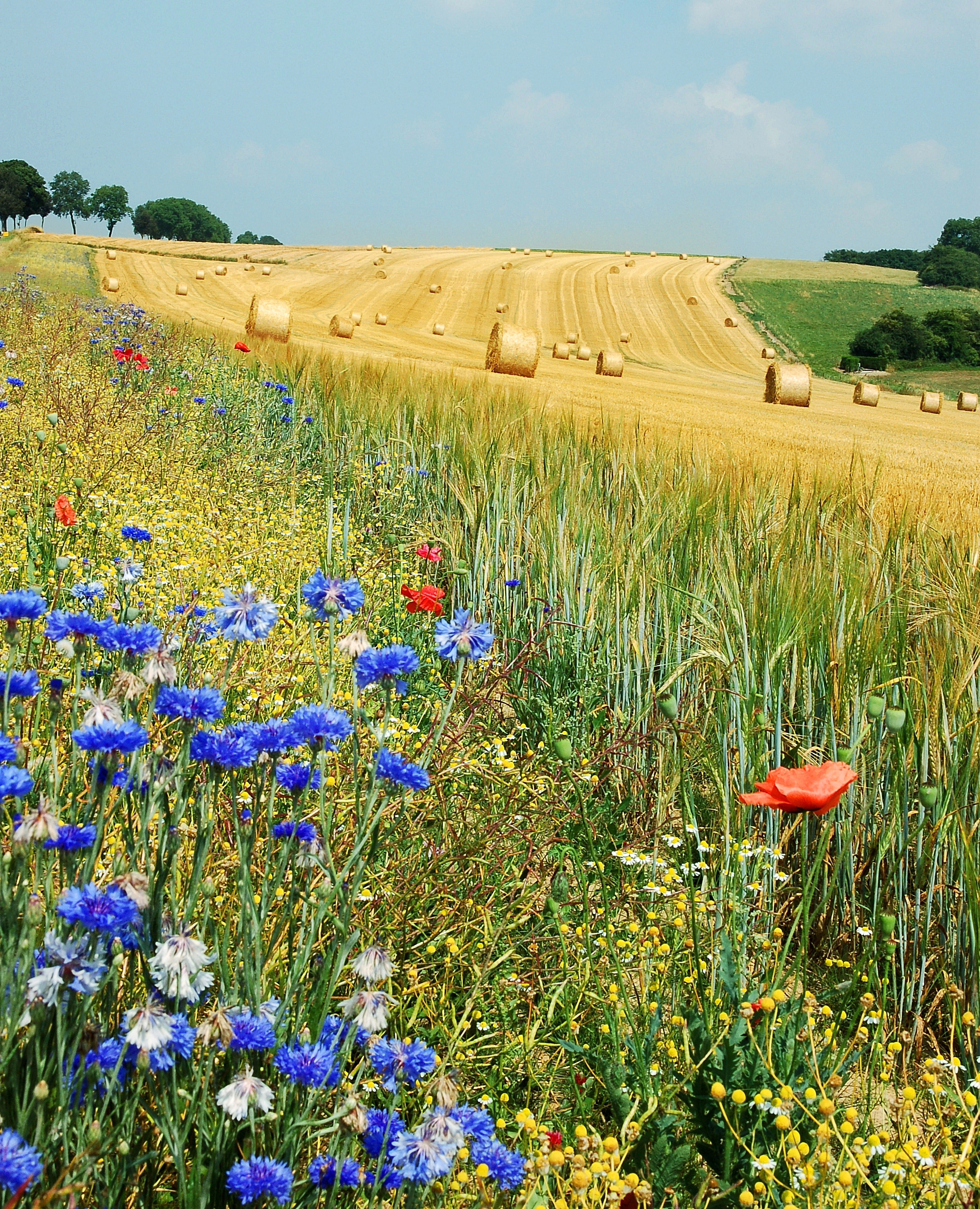
Ett fält i Belgien på sommaren.

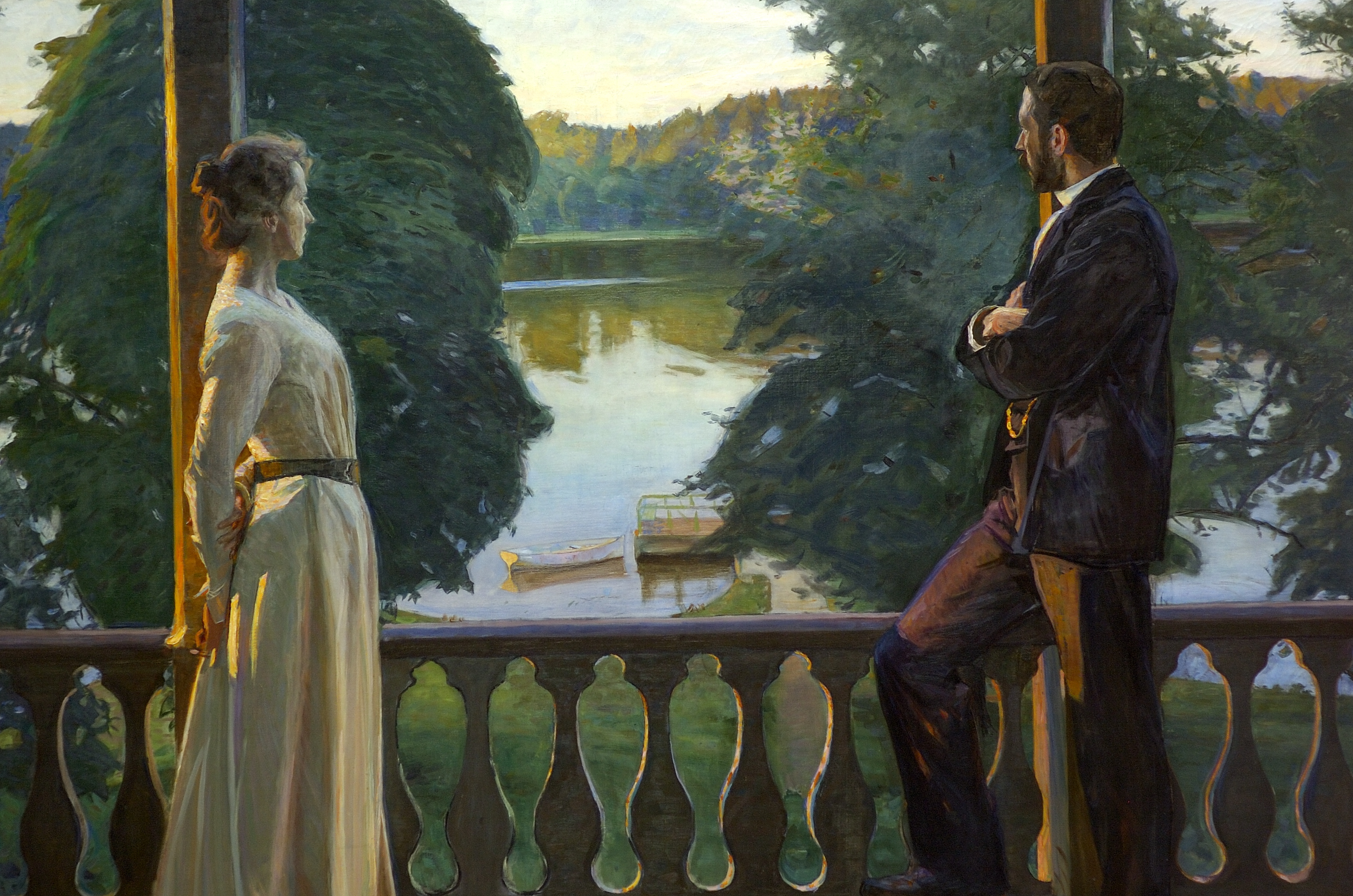
"Nordisk sommarkväll" (1889-1900), målning av Richard Bergh, utförd på Ekholmsnäs gård, Lidingö.

Sommar är en av de fyra årstiderna och infaller mellan våren och hösten. Under sommaren är dagarna längre än nätterna, men dagarna blir allt kortare efter sommarsolståndet. När det är sommar på norra halvklotet, är det vinter på södra halvklotet och tvärtom. När det är sommar definieras enligt ett antal olika perspektiv, bland annat kalendariskt, astronomiskt och meteorologiskt.
Försommar syftar vanligen på inledningen av sommaren, i Sverige fram till midsommar. Försommar kan även avse sommarlikt väder innan den egentliga sommaren infallit.

## Olika definitioner
Sommaren definieras utifrån ett antal olika synsätt:

### Kalendarisk sommar
Enligt det kalendariska perspektivet är sommar inom tempererat klimat en årstid som definieras som månaderna juni, juli och augusti på norra halvklotet och december, januari och februari på södra halvklotet.

### Astronomisk sommar
Ur ett astronomiskt perspektiv inleds sommaren med sommarsolståndet omkring den 21 juni på norra halvklotet och omkring 21 december på södra halvklotet för att sedan avslutas då dag och natt är lika långa, på höstdagjämningen. Norra halvklotets sommar infaller samtidigt med det södra halvklotets vinter, och vice versa. 

### Meteorologisk sommar

#### Sverige
I Sverige definierar SMHI sommaren som den tid när dygnsmedeltemperaturen har varit över 10 °C i minst fem dygn i sträck. Om det därefter förekommer en kallare period räknas det fortfarande som sommar. Den meteorologiska sommaren anländer normalt till Malmö den 8 maj, Stockholm den 13 maj, Östersund den 29 maj och Kiruna den 18 juni. Särskilt på högfjället kan temperaturerna vara så låga att den meteorologiska sommaren uteblir. Om villkoren för meteorologisk sommar uppnås efter att den meteorologiska hösten anlänt räknas det ändå som höst ur meteorologiskt perspektiv. På hösten talas det ibland om indiansommar och brittsommar, men det är inte meteorologisk sommar utan sommarliknande väder med andra definitioner.

## Övergång mellan årstider
Övergången mellan vår och sommar inträffar på norra halvklotet i maj-juni. Sensommar inträffar på norra halvklotet i augusti-september, och på södra i februari-mars, och är övergången mellan sommar och höst.
Högsommar är i Sverige perioden från midsommar och någon månad framåt. Meteorologiska definitionen är i Sverige att högsta temperaturen på dygnet är minst 25 °C. Under högsommaren är det även vanligt med värmebölja.

## Sommaraktiviteter
I många länder förknippas sommar med ledighet från jobb och skola i form av semester respektive sommarlov. Antal betalda semesterdagar varierar dock mellan länder. Man kan även ha ett tillfälligt arbete under sommaren, ett sommarjobb, vilket är vanligt bland studerande för att tjäna extra pengar, få arbetslivserfarenhet eller ha något vettigt att göra under studieuppehållet.
Inom musiken har exempelvis Gyllene Tider, Ted Gärdestad, Tomas Ledin och The Beach Boys sjungit sånger som många förknippar med sommaren. Ibland talas även om sommarhitar och sommarplågor i sammanhanget.